# Mami Uchiseto
Mami Uchiseto (内瀬戸 真実, Uchiseto Mami) est une joueuse de volley-ball japonaise née le 25 octobre 1991 à Nobeoka (Préfecture de Miyazaki). Elle mesure 1,70 m et joue au poste de réceptionneuse-attaquante. Elle totalise 63 sélections en équipe du Japon.

## Clubs
| Club                       | De        | À         |
| -------------------------- | --------- | --------- |
| NobeokaGakuen High School  |           | 2009-2010 |
| Kanoya Taiiku Daigaku      | 2010-2011 | 2013-2014 |
| Hitachi Rivale             | 2014-2015 | 2016-2017 |
| Pallavolo Hermaea          | 2017-2018 | 2017-2018 |
| Toyota Auto Body Queenseis | 2018-2019 | 2019-2020 |
| Ageo Medics                | 2020-2021 | …         |

## Palmarès

### Équipe nationale
- Grand Prix Mondial
  - Finaliste : 2014.
- Championnat d'Asie et d'Océanie
  - Vainqueur : 2017.

### Clubs
- Coupe de l'impératrice
  - Finaliste : 2014, 2016.
- V Première Ligue
  - Finaliste : 2016.
- Tournoi de Kurowashiki
  - Finaliste : 2017.